# Jessica Früh
Jessica Früh (*  28. Oktober 1956 in Zürich) ist eine Schweizer Schauspielerin.

## Leben
Jessica Früh ist die Tochter des Regisseurs Kurt Früh und der Schauspielerin Eva Früh Langraf, ihre ältere Schwester ist die Schauspielerin Katja Früh. Jessica Früh absolvierte zunächst eine Tanz- und Gesangsausbildung in Bern, danach folgte von 1975 bis 1978 ein Schauspielstudium an der Otto-Falckenberg-Schule in München. Danach war sie an den Münchner Kammerspielen, dem Schauspielhaus Bochum, dem Burgtheater und dem Schauspielhaus Zürich engagiert.
1998 bis 2002 erfolgte ein Studium an der Psychiatrischen Universitätsklinik Zürich, danach war sie dort als Psychiatrie-Pflegefachfrau im Krisen-Interventionszentrum tätig. Zur gleichen Zeit spielte sie in der Fernsehserie Lüthi und Blanc als Dorothea Hurni-Frick mit. Seit 2009 ist sie freiberuflich in der Psychiatrie oder als Schauspielerin tätig.

## Filmografie (Auswahl)
- 1979: Schwestern oder Die Balance des Glücks
- 1979: Die erste Polka
- 1992: Am Ende der Nacht
- 1998: De Fögi isch en Souhund
- 1998: Tatort: Streng geheimer Auftrag
- 1999–2006: Lüthi und Blanc (Fernsehserie, 286 Folgen)
- 2007: Marmorera